# Corbara (Kampanien)
Corbara ist eine italienische Gemeinde mit 2481 Einwohnern (Stand 31. Dezember 2023) in der Provinz Salerno in der Region Kampanien. Sie gehört zur Bergkommune Comunità Montana Penisola Amalfitana.

## Geografie
Die Nachbargemeinden sind Angri, Lettere (NA), Sant’Egidio del Monte Albino, und Tramonti. 